# Шатийон, Луи-Гоше де
Луи-Гоше де Шатийон (фр. Louis-Gaucher de Châtillon; 26 июля 1737 — 15 ноября 1762, Париж), герцог де Шатийон — французский военный и государственный деятель, последний мужской представитель дома Шатийонов.

## Биография
Сын герцога Алексиса де Шатийона и Анн-Габриели Левенёр де Тийер.
Крещен 6 сентября 1737. Восприемниками при крещении были дофин и мадам Мария Луиза Елизавета Французская.
В 1753 году поступил на службу мушкетером в первую роту (серые мушкетеры), стал одним из четырех полковников формировавшегося корпуса французских гренадер.
По смерти отца 15 февраля 1754 унаследовал титулы герцога и пэра Франции, и 5 марта был назначен генеральным наместником Верхней и Нижней Бретани, а также стал великим бальи провинциальной префектуры Хагенау от дворянства шпаги. Принес присягу 23 июня.
В 1758 году стал кампмейстером полка Анришмона. Участвовал в Семилетней войне. В декабре 1761 был переведен полковником в Королевский Руссильонский пехотный полк.
Весной 1762 Людовик XV назначил Шатийона преемником его тестя герцога де Лавальера в должности великого сокольничего.
Летом 1762 французы заняли Кассель, где были затем окружены и вынуждены сдаться. В период оккупации Иоганн Генрих Тишбейн Старший написал ростовой портрет герцога.
В Германии Шатийон заразился оспой и умер после завершения кампании. Он оставил беременную жену, и пока она не разрешилась от бремени, оставалась надежда на продолжение знаменитого дома Шатийонов.

## Семья
Жена (4.10.1756): Адриенна-Эмили-Фелисите де Лабом-Леблан (29.08.1740—16.05.1812), единственная дочь и наследница Луи-Сезара де Лабом-Леблана, герцога де Лавальера, и Анн-Жюли-Франсуазы де Крюссоль
Дети:
- сын (1757—1758)
- Гоше-Анн-Максимильен (р. 30.01.1759, ум. ребенком), граф де Шатийон
- Амабль-Эмили (1761—1840). Муж (31.03.1777): Мари-Франсуа-Эмманюэль де Крюссоль (1756—1843), герцог д'Юзес
- Луиза-Эмманюэль (июль 1763—3.07.1814). Муж (20.07.1781): герцог Шарль-Бретань-Мари-Жозеф де Латремуй (1764—1839)